# Nat King Cole
Nat King Cole, właśc. Nathaniel Adams Coles (ur. 17 marca 1919 w Montgomery, zm. 15 lutego 1965 w Santa Monica) – amerykański pianista jazzowy i piosenkarz. W 2000 został wprowadzony do Rock and Roll Hall of Fame.

## Życiorys
Urodził się w Montgomery w Alabamie, najprawdopodobniej 17 marca 1919. Ten amerykański czarnoskóry muzyk jazzowy, obdarzony ciepłym głosem o pięknej barwie i głębi, rozpoczął karierę jako pianista, później jednak wsławił się balladami.
Dzieciństwo i młodość spędził w Chicago. W 1937 roku zaczął występować w klubach jazzowych w Los Angeles. W 1939 roku założył Trio King Cole (wraz z Oscarem Moore’em i Wesleyem Prince’em). Z czasem jego związki z jazzem uległy rozluźnieniu, a on przeszedł do historii przede wszystkim jako wokalista śpiewający muzykę „łatwą i przyjemną”.
Palił trzy paczki papierosów dziennie. Utrzymywał, że dym tytoniowy pozwala zachować mu specyficzną barwę głosu. W efekcie nałogu zmarł przedwcześnie na raka płuca w wieku 45 lat. Pochowany został na cmentarzu Forest Lawn Memorial Park Cemetery w Glendale w Kalifornii.

## Życie prywatne
Jego córką była piosenkarka Natalie.